# Phyllonorycter cerasicolella
Phyllonorycter cerasicolella là một loài bướm đêm thuộc họ Gracillariidae. Nó được tìm thấy ở khắp châu Âu, except miền bắc Scandinavia.
Sải cánh dài 7–8 mm. There are two to three generations per year in miền tây Europe.
Ấu trùng ăn Prunus cerasifera, Prunus mahaleb và sometimes Prunus spinosa, cũng như various cultivated Prunus species. Mines may also occur on Malus species when grown in proximity of cultived Prunus. Chúng ăn lá nơi chúng làm tổ. They create a lower-surface tentiform mine, usually between two side veins, without clear folds.